# Michał Federowski
Michał Ignacy  Federowski (rzadziej Fedorowski ; ur. 1 września 1853 w Warszawie, zm. 10 czerwca 1923 tamże) – polski etnograf, folklorysta i archeolog amator, ogrodnik, agronom, badacz polskiej i białoruskiej kultury ludowej.

## Życiorys

### Rodzina i młodość

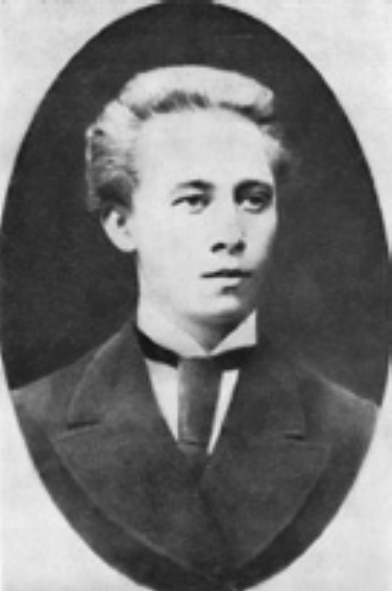
Michał Federowski za czasów młodości (1877)

Federowski pochodził z warszawskiej rodziny szlachecko-ziemiańskiej. Jego rodzicami byli Adolf Federowski (zm. 1870 w bitwie pod Orleanem; z pochodzenia Kaszub ) i Eleonora (z domu Gąsiewicz) . W dzieciństwie przechorował gruźlicę płucną co odbiło się na jego zdrowiu fizycznym i sytuacji finansowej. Gdy chłopak miał 13 lat, ojciec wyemigrował do Francji. W trakcie jego nieobecności matka Fedorowskiego wyszła za mąż za emerytowanego oficera rosyjskiego Komissarzewskiego .

### Edukacja i kariera
Michał Federowski skończył 4 klasy progimnazjum w Warszawie (ukończone w 1870 roku). Przez kolejne trzy lata kształcił się w dziedzinach agrotechniki podczas praktyk i kursów magnackich gospodarstw rolnych i ogrodniczych (1871–1873 ). W tym samym okresie (1870–1872) studiował filozofię i literaturę pod kierunkiem Franciszka Krupińskiego .
W roku 1873 zaczął studiować jako wolny słuchacz na wydziale agronomicznym Akademii Pietrowsko-Razumowskiej pod Moskwą. Zdobywał wówczas tytuł administratora majątków, jednak po pięciu miesiącach z powodów zdrowotnych i materialnych musiał je zaniechać .
Podczas praktyki w majątku ziemskim w powiecie olkuskiem zetknął się z Oskarem Kolbergiem Zygmuntem Glogerem oraz Franciszkiem Krupińskim; Rezygnując z wyjazdu do egzotycznych kolonii holenderskich na Jawę i Sumatrę zdecydował się poświęcić życie badając kulturę ludową Polski i Białorusi. Skłoniła go do tego lektura Jana Karłowicza Podręcznik dla zbierających rzeczy ludowe (Warszawa, 1871).
W latach 1875–1877 przeprowadził pod kierunkiem Zygmunta Glogera badania w województwie kieleckim, owocem których była dwutomowa monografia pod tytułem Lud okolic Żarek, Siewierza i Pilicy. Pracował w tym okresie jako administrator majątku Michała Poleskiego .
W 1877 został wezwany do armii rosyjskiej, jednak po pół roku został zwolniony z woli cara pod pretekstem bycia jedynakiem .

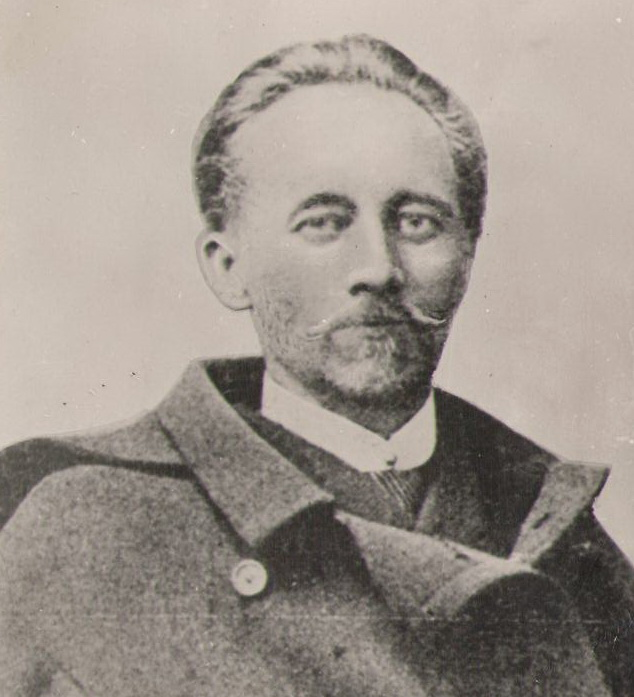
Michał Federowski (XIX wiek)

Od 1877 przebywał na ziemiach białoruskich, mieszkając u przyjaciół swojej matki w Prużanie (posiadłość marszałka Walentego Szykowskiego), gdzie prowadził intensywne badania folklorystyczne. Tego efektem jest seria wydawnicza Lud białoruski; miała ona zawierać 20 tomów, jednak opublikowano ich jedynie 8, z czego tomy 5-8 pośmiertnie. Tomy 9-20 nie przetrwały do dzisiejszych czasów. Zebrane tam materiały do dziś są uznawane za podstawowe dla etnografii i folklorystyki białoruskiej.
Seria była wydawana po 1879, gdy Federowski zapoznał się z Akademią Umiejętności i zaczął przekazywać jej pierwsze rękopisy .

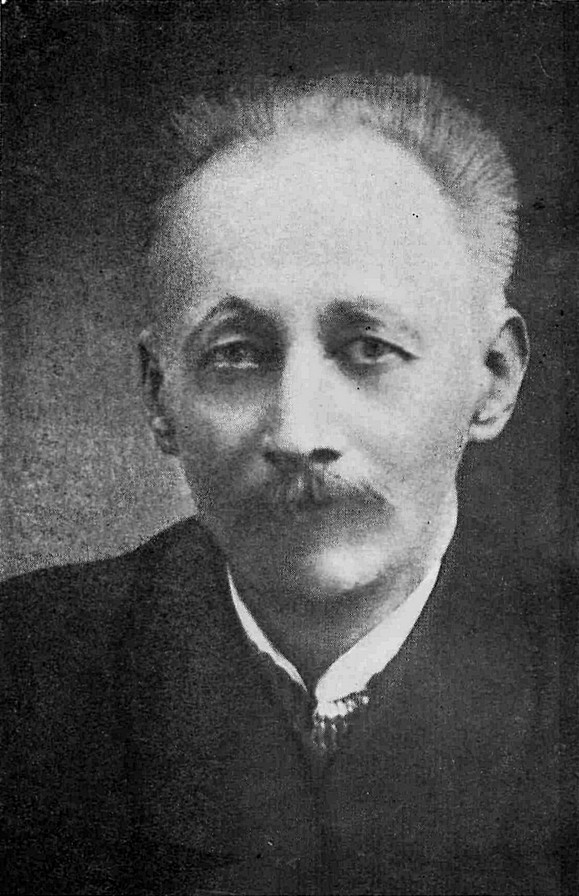
Michał Federowski

W latach od 1884 do 1894 roku dzierżawił Kosin od rodu Jelskich . Również w tym okresie, mieszkając w Studerowszczyznie (zob. Słonim), rozpoczął zbieranie roślin leczniczych i użytkowych. Pod wpływem apelu prof. Józefa Rostafińskiego roku pt. Odezwa do nie-botaników o zbieranie ludowych nazw roślin (1883), postanowił sporządzić Zielnik litewski zawierający okazy flory białoruskiej wraz z ich ludowymi nazwami. Od 1877 do 1892 zebrał około 11 tysięcy archeologicznych i 1 tysiąc etnograficznych materiałów, które wysyłał następnie Zygmuntowi Glogerowi do Jeżewa (obecnie Jeżewa Starego) . Wraz z nim prowadził także wykopaliska archeologiczne osad i cmentarzysk (w tym kurhanów) z epoki średniowiecza w powiecie wołkowyskim .
W 1892 nawiązał znajomości z Muzeum Rosyjskiego Towarzystwa Geograficznego w Troickosawsku (ob. Suche Bator). Został również członkiem Lwowskiego Towarzystwa Ludoznawczego, Muzeum Przemysłu i Rolnictwa w Warszawie, a rok później Towarzystwa Numizmatyczno-Archeologicznego .
W trakcie przebywania na terenach Białorusi zebrał około trzytysięczny księgozbiór. W 1904 roku znalazł się w „ruinie majątkowej” , przez co część oddał do instytucji państwowych takich jak Muzeum Dzieduszyckich we Lwowie, Muzeum Przemysłu i Rolnictwa w Warszawie, Polskiemu Towarzystwu Krajoznawczemu, resztę zatrzymał (ok. 1500) bądź sprzedał . Zaginęły jednak jego liczne fotografie, które wykonywał najczęściej ludziom podstarzałym podczas pobytu w Kosinie . Z tego powodu rok później przeniósł się do Warszawy. Pracował w różnych miejscach i na różnych stanowiskach, aby zarobić na utrzymanie rodziny. Angażował się również publicznie i politycznie. W czasie I wojny światowej wstąpił w szeregi ugrupowań nacjonalistycznych: Koła Wielkiego Księstwa Litewskiego, Komitetu Białoruskiego oraz Ligi Ziem Zachodnich . Od 1920 pracował w Wydziale Propagandy Wojska Polskiego. Pisał dla niego liczne odezwy wiersze, marsze i piosenki dla czasopism, śpiewników i jednodniówek. Jego dzieła z tego okresu pozostały anonimowe .

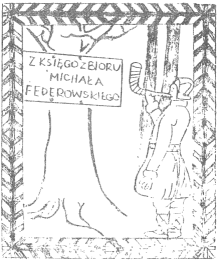
Ekslibris księgozbioru Michała Federowskiego.

W 1921 został zatrudniony w Zakładzie Etnologii w Instytucie Nauk Antropologicznych Towarzystwa Naukowego Warszawskiego i pracował aż do śmierci w 1923 roku. Przed śmiercią zbiory przekazał :
1. Rękopisy, wycinki i zbiory graficzne Bibliotece Zakładu Etnologii Instytutu Nauk Antropologicznych i Etnologicznych Towarzystwa Naukowego Warszawskiego, ocalały fragment dzieł został przekazany do Biblioteki Uniwersytetu Warszawskiego, Archiwum Naukowego Polskiego Towarzystwa Ludoznawczego oraz Archiwum Polskiej Akademii Nauk w Warszawie;
2. Zbiory autobiograficzne i bibliograficzne Stefanowi Dembemu, zbiory zaginęły;
3. Rękopisy Józefa Tokarzewicza Marianowi Abramowiczowi;
4. Mapy, broszury i medaliony Janowi Homolickiemu, zbiory zaginęły.

Jego zgon wzmiankowały liczne pisma, m.in. „Kurier Warszawski”, „Robotnik” oraz „Gazeta Poranna”. Pochowany został na cmentarzu Powązkowskim (kwatera Y-6-7/8).
Materiały archiwalne Michała Federowskiego znajdują się w PAN Archiwum w Warszawie pod sygnaturą III-8.

### Życie prywatne
W 1892 roku ożenił się ze Stefanią Bitner (córka ziemianina z woj. kieleckiego, siostra doktora Bitnera ze Świsłoczy ) .

## Publikacje

### Książki

#### O tematyce folklorystycznej
- 1870 Budowle dla inwentarza, rękopis, spis. w Drozdowie[11];
- 1882: Notatki archeologiczne z okolic Słonima, Kurchany pod Wiszowem, opubl. Zygmunt Gloger z notatek Federowskiego na łamach Pamiętnika Fizyograficznego, Warszawa[12];
- 1883: Juréj (święty Jerzy) przyczynek do etnografii krajowéj, opubl. Zygmunt Gloger z notatek Federowskiego na łamach Pamiętnika Fizyograficznego, Warszawa[12][13];
- 1888-1889: Lud okolic Żarek, Siewierza i Pilicy, Warszawa[7][14];
- 1877-1905: Lud białoruski na Rusi Litewskiej. Materiały do etnografii słowiańskiej zgromadzone w latach 1877–1905, Akademia Umiejętności / pośmiertnie Wydawnictwo Naukowe PWN[15]:
  - T. 1, Wiara, wierzenia i przesądy z okolic Wołkowyska, Słonima, Lidy i Sokółki (1897);
  - T. 2, Baśnie, przypowieści i podania ludu z okolic Wołkowyska, Słonima, Lidy i Sokółki (1902);
  - T. 3, Baśnie, przypowieści i podania ludu z okolic Wołkowyska, Słonima, Lidy i Sokółki (1903);
  - T. 4, Przysłowia, żarcik, wyrażenia stałe oraz zagadki ludu, mieszczan i zagrodowców z okolic Grodna, Sokółki, Białegostoku, Bielska, Wołkowyska, Słonima, Nowogródka, Słucka, Lidy, Wilejki, Święcian i Oszmiany (1935);
  - T. 5, Pieśni (1958);
  - T. 6, Pieśni; Pieśni frywolne i taneczne (1960);
  - T. 7, Suplement do tomu V i VI (1969);
  - T. 8, Inedita. Pieśni z archiwum zbieracza (1981);
- 1973: Diabelskie skrzypce. Baśnie białoruskie, red. Aleksander Barczewski, Ludowa Spółdzielnia Wydawnicza, Warszawa[15][16];
- 1991: Naród białoruski. Ślub (białor. Люд беларускі. Вяселле), red. Sałamiewicz I. U., Mińsk (biał.)[17];
- 2013: Diabelskie wesele. Bajki z Polesia, red. Aleksander Barczewski, Zysk i S-ka, Poznań[18].

#### Wspomnienia i biografie
- 1910: Wspomnienia o Świsłoczy Tyszkiewiczowskiej, Dereczynie i Różanie, oraz Leon Potocki, Wilno[19]
- 1911: Leon hr. Potocki: jego życie i prace literackie, Wilno, Kwartalnik Litewski[20]
- 1913: Zbiory graficzne Dominika Witke-Jeżewskiego, Warszawa[21];
- 1917: Wspomnienia moje o Michale Poleskim i o Włodowicach. Druk Synów St. Niemiry, Warszawa[15][22];
- 1920: 6 sierpnia 1914 r.: wspominki na czesć poległych bohaterów, Stowarzyszenie Włascicieli Zakładów Graficznych, Warszawa[23].

### Zielniki
- 1882-1890: Zioła lecznicze, zesz. 1 (1882[24]), 2 (1883[24]), 3 (1883-1890[6]);
- 1883: Zielnik roślin użytecznych, zesz. 1[25];
- 1883: Zielnik Litewski, zesz. 1[6].

### Inne dzieła
Oraz iczne anonimowe odezwy wiersze, marsze i piosenki dla czasopism, śpiewników i jednodniówek Wojska Polskiego; dzieła (rękopisy, mapy, rysunki) zagubione po śmierci Federowskiego .